# Седмица (лист)
Седмица - лист за науку и забаву био је књижевни додатак Србском дневнику. Излазио је од 1852. до 1858. године у Новом Саду.

## Историја
Покретач, издавач и, до 1857. год., уредник је био Данило Медаковић, а 1858. уредништво је преузео Ђорђе Поповић Даничар.
У почетку магазин забавног и поучног карактера, часопис је касније објављивао књижевне прилоге, преводе из светске књижевности, библиографске белешке о новим књигама, и изевештавао о раду Матице српске и Друштва српске словесности. Међу сарадницима су били Јован Хаџић, Јован Јовановић Змај, Јован Стерија Поповић, Ђура Јакшић, Матија Бан, Лаза Костић, Љубомир Ненадовић, Ђура Даничић, Никола Боројевић, Ђорђе Натошевић, Теодор Димић и др.
Седмица је била значајно књижевно и културно гласило које је због политичких ставова изражених у њему редовно долазило у сукоб са аустријским властима. У новембру 1858. је забрањена и престала са излажењем, иако је опет дозвољена у децембру исте године.